# Tschechische Krone
Die Tschechische Krone (koruna česká) ist seit dem 8. Februar 1993 (kurz nach der Teilung der Tschechoslowakei und der Gründung Tschechiens am 1. Januar 1993) die Währung Tschechiens. Eine Krone ist in 100 Heller (haléř) geteilt. Diese Einheit hat jedoch seit ihrem Ende als Münzgeld 2003 keine Bedeutung mehr.

## Bargeld

Wechselkurs zum Euro seit 1999

Es gibt bzw. gab folgende Münzen: 1 Krone, 2 Kronen, 5 Kronen, 10 Kronen, 20 Kronen und 50 Kronen. Die Münzen zu 10, 20 und 50 Heller wurden eingezogen. Im Einzelhandel wird trotzdem weiterhin in 10-Heller-Schritten gerechnet, allerdings bei Barzahlungen auf volle Kronen kaufmännisch ab- oder aufgerundet.
Die 50-Kronen-Münze wurde 1993 geprägt, um die währungstechnische Loslösung Tschechiens von der Slowakei zu beschleunigen – es war nicht möglich, in kurzer Zeit 50-Kronen-Scheine zu drucken. Nachdem genügend 50-Kronen-Scheine gedruckt worden waren, wurden die Münzen eingezogen, blieben jedoch gültig. Später wurden sie zurück in den Umlauf gebracht, weil es sich durch die steigenden Löhne und Preise nicht mehr lohnte, neue Banknoten zu drucken (deren Kaufkraft ist niedriger geworden, im Jahr 2023 gut 2 Euro, sie werden viel benutzt und dadurch zu schnell verschlissen).
Die 50-Kronen-Münze wurde 1994 in der Umfrage World Coins in der Kategorie Kursmünze zur Münze des Jahres 1993 (schönste Münze der Welt) gewählt.
Es gibt bzw. gab folgende Banknoten: 20 Kronen (bis 31. August 2008 gültig), 50 Kronen (bis 31. März 2011 gültig), 100 Kronen, 200 Kronen, 500 Kronen, 1000 Kronen, 2000 Kronen und 5000 Kronen.

### Münzen
| Nennwert  | Vorderseite | Rückseite | Motiv Vorderseite | Motiv Rückseite | Gewicht | Durch- messer        | Dicke   | Material                                                      | Rand            | Erst- ausgabe |
| --------- | ----------- | --------- | ----------------- | --- | ------- | -------------------- | ------- | ------------------------------------------------------------- | --------------- | ------------- |
| 1 Krone   |             |           | Böhmischer Löwe   | Wenzelskrone | 3,6 g   | 20 mm                | 1,85 mm | nickelüberzogener Stahl                                       | geriffelt       | 1993          |
| 2 Kronen  |             |           | Böhmischer Löwe   | Großmährischer Knopfschmuck | 3,7 g   | 21,5 mm, Elfeck      | 1,85 mm | nickelüberzogener Stahl                                       | gerundet, glatt | 1993          |
| 5 Kronen  |             |           | Böhmischer Löwe   | Karlsbrücke in Prag | 4,8 g   | 23 mm                | 1,85 mm | nickelüberzogener Stahl                                       | glatt           | 1993          |
| 10 Kronen |             |           | Böhmischer Löwe   | Hügel Petrov in Brünn mit St.-Peter-und-Paul-Kathedrale | 7,62 g  | 24,5 mm              | 2,55 mm | kupferüberzogener Stahl                                       | geriffelt       | 1993          |
| 20 Kronen |             |           | Böhmischer Löwe   | Wenzelsstatue in Prag mit Text des Wenzelschorals: „SVATÝ VÁCLAVE NEDEJ ZAHYNOUT NÁM I BUDOUCÍM“ (Hl. Wenzel, lass uns und die Künftigen nicht untergehen) | 8,43 g  | 26 mm, Dreizehn- eck | 2,55 mm | messingüberzogener Stahl                                      | gerundet, glatt | 1993          |
| 50 Kronen |             |           | Böhmischer Löwe   | Prager Altstadt, „PRAGA MATER URBIUM“ (Prag, Mutter der Städte)                                                                                            | 9,7 g   | 27,5 mm              | 2,55 mm | Ring: kupferüberzogener Stahl, Kern: messingüberzogener Stahl | glatt           | 1993          |

| Nennwert  | Vorder- und Rückseite | Gewicht | Durch- messer | Dicke  | Material                      | Rand             | Ende der Gültigkeit |
| --------- | --------------------- | ------- | ------------- | ------ | ----------------------------- | ---------------- | ------------------- |
| 10 Heller |                       | 0,6 g   | 15,5 mm       | 1,7 mm | Aluminium-Magnesium-Legierung | glatt            | 31. Oktober 2003    |
| 20 Heller |                       | 0,74 g  | 17 mm         | 1,7 mm | Aluminium-Magnesium-Legierung | geriffelt        | 31. Oktober 2003    |
| 50 Heller |                       | 0,9 g   | 19 mm         | 1,7 mm | Aluminium-Magnesium-Legierung | geriffelt, glatt | 31. August 2008     |

| Nennwert   | Vorderseite | Rückseite | Motiv Vorderseite   | Motiv Rückseite     | Gewicht | Durch- messer | Dicke | Material | Rand | Erst- ausgabe |
| ---------- | ----------- | --------- | ------------------- | ------------------- | ------- | ------------- | ----- | -------- | ---- | ------------- |
| 200 Kronen |             |           | verschiedene Motive | verschiedene Motive |         |               |       | Silber   |      | 1994          |
| 500 Kronen |             |           | verschiedene Motive | verschiedene Motive |         |               |       | Silber   |      | 2011          |

Gedenkmünzen wurden aus Silber zu 200 und 500 Kronen sowie aus Gold zu 1000, 2000, 2500, 5000 und 10.000 Kronen geprägt.

### Banknoten
Der Plan, eine neue postkommunistische Banknotenserie einzuführen, wurde bereits vor der Sezession der Slowakei verfolgt. Für die Banknoten sollte ein Entwurf des Tschechen Oldřich Kulhánek verwendet werden, der sich gegenüber seinem slowakischen Konkurrenten Joseph Bubák durchgesetzt hatte. Als Porträts waren geplant:
00010 Kronen: Fürst Pribina

00020 Kronen: Kyrill und Method

00050 Kronen: Přemysl Otakar I.

00100 Kronen: Karl IV.

00200 Kronen: Johann Amos Comenius

00500 Kronen: Ľudovít Štúr

01000 Kronen: František Palacký

02000 Kronen: Milan Rastislav Štefánik

05000 Kronen: Tomáš Garrigue Masaryk

Nachdem feststand, dass die beiden Staaten getrennte Wege gehen, mussten die slowakischen Porträts ausgetauscht werden. Přemysl Otakar I. wanderte auf den 20-Kronen-Schein und die Frauengestalten Agnes von Böhmen (50 Kronen), Božena Němcová (500 Kronen) und Emmy Destinn (2000 Kronen) wurden neu hinzugenommen.
Die Banknotenentwürfe zu 100, 200 und 1000 Kronen waren zu diesem Zeitpunkt weitestgehend fertiggestellt,  lediglich der Bankname (Státní banka československá) und die Denomination („Tschechoslowakische Krone“) mussten geändert werden.
Die erste Ausgabe der Banknoten der Tschechischen Nationalbank wurde binnen des Jahres 1993 in Umlauf gebracht. Die 50-, 100- und 500-Kronen-Noten wurden in der britischen Druckerei De La Rue hergestellt, wohingegen die 200-, 1000- und 5000-Kronen-Noten in der Tschechischen Wertpapierdruckerei produziert wurden. Auf den Banknoten äußert sich dieser Unterschied in der verwendeten Schriftart für die am unteren Rand aufgedruckten Seriennummern. Zudem weisen die in England produzierten Noten eine sichtbare Farbvarianz im Vergleich zu den Äquivalenten der späteren Ausgabejahre auf. Die Banknoten dieser Ausgaben sind seit dem 1. Juli 2001 (1000 und 5000 Kronen) bzw. seit dem 31. Januar 2007 (100, 200 und 500 Kronen) ungültig.
Im Jahr 1994 wurde die Banknotenserie um die 20-Kronen-Note erweitert. Zusammen mit der zweiten Ausgabe der 50-Kronen-Note von 1994, der 100- und 500-Kronen-Note von 1995 sowie der Erstausgabe der 2000-Kronen-Note von 1996, welche die Serie komplettierte, erfuhr das Design der Noten eine wesentliche Neuerung: Seitdem befindet sich in der unteren Hälfte des Wasserzeichenbereiches auf der Rückseite ein grafisches Symbol entsprechend dem Thema der Banknote. Das Symbol der 100er, 200er, 500er und 2000er ist grün, das der 20er, 50er, 1000er und 5000er blau. Ein bis zur Ausgabe der 1000-Kronen-Note von 1996 nicht behobener „Fehler“ im Konzept der Serie ist das Durchsichtsregister, welches das Kürzel Cs für Československo (Tschechoslowakei) darstellt. Die korrigierte Version seit der zweiten Ausgabe von 1996 zeigt das Kürzel ČR für Česká Republika (Tschechische Republik). Diese Änderung wurde anschließend auf den 1997 ausgegebenen 50ern, 100er, 500ern, 1998 ausgegebenem 200er sowie 1999 erschienenen 2000ern und 5000ern auch durchgeführt.
Seit ihrer Erstausgabe haben die tschechischen Banknoten nur wenige Modifikationen hinsichtlich ihrer Konzeptualisierung erfahren: Eine wesentliche Erneuerung der Sicherheitsmerkmale der 500-, 1000-, 2000- und 5000-Kronen Banknoten erfolgte mit den entsprechenden Ausgaben von 2007 bis 2009. Eine Reihe dieser Sicherheitsstandards wurde mittlerweile auf die 100- und 200-Kronen-Noten ausgeweitet. Diese wurden von der Tschechischen Nationalbank am 5. September 2018 in Umlauf gebracht.

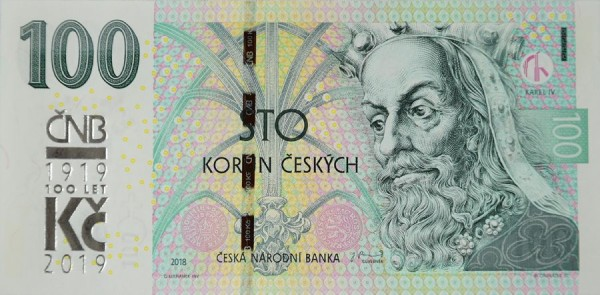
100-Kronen-Sonderbanknote anlässlich des 100-jährigen Bestehens der tschechischen bzw. tschechoslowakischen Währung

Anlässlich des 100-jährigen Bestehens der tschechischen bzw. tschechoslowakischen Währung gab die Tschechische Nationalbank am 30. Januar 2019 eine Gedenkbanknote heraus. Es handelt sich um eine 100-Kronen-Note des Ausgabejahres 2018 mit einem Silberfolienaufdruck im Wasserzeichenbereich auf der Vorderseite. Die Auflage dieser Banknote beträgt 200.000 Stück. Pro Person können drei dieser Gedenkbanknoten zum nominalen Gegenwert, d. h. 300 Kč, in den Filialen der Tschechischen Nationalbank umgetauscht werden, solange der Vorrat reicht. Die Banknoten können für den normalen Bargeldverkehr genutzt werden.

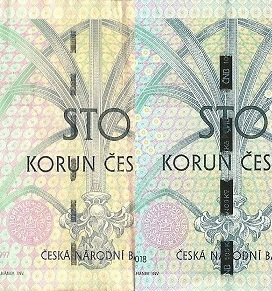
Vergleich des Bereichs um den Silberstreifen des 100-Kronen-Scheins von 1997 und 2018

Seit dem 1. Juli 2022 sind alle Banknoten, mit Ausnahme der selten genutzten 5000-Kronen-Note, der Ausgabejahre von 1995 bis 1999 ungültig. Neuere Serien unterscheiden sich von diesen neben der Jahresangabe und einigen Sicherheitsmerkmalen vor allem durch einen breiteren, farbwechselnden Silberstreifen. Die ungültigen Banknoten waren bis 30. Juni 2024 an allen Banken umtauschbar und sind weiterhin in einigen Filialen der Tschechischen Nationalbank (Prag, Hradec Králové, Brünn und Ostrava) einzutauschen.
| Nennwert    | Vorderseite                                                         | Rückseite                                                                                          | Hauptfarbe  | Maße        | Ausgabejahr | Signatur       | Serienpräfixe    | Freigabe in Umlauf | Einzug aus Umlauf | Druck                 |
| ----------- | ------------------------------------------------------------------- | -------------------------------------------------------------------------------------------------- | ----------- | ----------- | ----------- | -------------- | ---------------- | ------------------ | ----------------- | --------------------- |
| 20 Kronen   | Přemysl Otakar I.                                                   | Königliche Krone; Sizilische Goldene Bulle                                                         | Hellblau    | 128 × 64 mm | 1994        | Josef Tošovský | A, B             | 20. April 1994     | 31. August 2008   | Státní tiskárna cenin |
| 20 Kronen   | Přemysl Otakar I.                                                   | Königliche Krone; Sizilische Goldene Bulle                                                         | Hellblau    | 128 × 64 mm | 1994        | Josef Tošovský | B                | 1. Februar 1996    | 31. August 2008   | Státní tiskárna cenin |
| 50 Kronen   | Agnes von Böhmen                                                    | Gewölbe in der Salvatorkirche des Agnesklosters                                                    | Rosa        | 134 × 64 mm | 1993        | Josef Tošovský | A                | 6. Oktober 1993    | 31. März 2011     | De La Rue             |
| 50 Kronen   | Agnes von Böhmen                                                    | Gewölbe in der Salvatorkirche des Agnesklosters                                                    | Rosa        | 134 × 64 mm | 1994        | Josef Tošovský | B                | 21. Dezember 1994  | 31. März 2011     | Státní tiskárna cenin |
| 50 Kronen   | Agnes von Böhmen                                                    | Gewölbe in der Salvatorkirche des Agnesklosters                                                    | Rosa        | 134 × 64 mm | 1997        | Josef Tošovský | C, D, E          | 10. September 1997 | 31. März 2011     | Státní tiskárna cenin |
| 100 Kronen  | Karl IV.                                                            | Initiale K aus der Gründungsurkunde der Universität; Siegel der Karls-Universität Prag             | Hellgrün    | 140 × 69 mm | 1993        | Josef Tošovský | A                | 30. Juni 1993      | 31. Januar 2007   | De La Rue             |
| 100 Kronen  | Karl IV.                                                            | Initiale K aus der Gründungsurkunde der Universität; Siegel der Karls-Universität Prag             | Hellgrün    | 140 × 69 mm | 1995        | Josef Tošovský | B                | 21. Juni 1995      | 30. Juni 2022     | Státní tiskárna cenin |
| 100 Kronen  | Karl IV.                                                            | Initiale K aus der Gründungsurkunde der Universität; Siegel der Karls-Universität Prag             | Hellgrün    | 140 × 69 mm | 1997        | Josef Tošovský | C, D, E, F, G, H | 15. Oktober 1997   | 30. Juni 2022     | Státní tiskárna cenin |
| 100 Kronen  | Karl IV.                                                            | Initiale K aus der Gründungsurkunde der Universität; Siegel der Karls-Universität Prag             | Hellgrün    | 140 × 69 mm | 2018        | Jiří Rusnok    | J                | 5. September 2018  |                   | Státní tiskárna cenin |
| 100 Kronen  | Karl IV.; Aufdruck „ČNB – 1919–2019 – 100 Jahre Tschechische Krone“ | Siegel der Karls-Universität Prag                                                                  | Hellgrün    | 140 × 69 mm | 2018        | Jiří Rusnok    | M                | 30. Januar 2019    |                   | Státní tiskárna cenin |
| 200 Kronen  | Johann Amos Comenius                                                | Berührung der Hand eines Erwachsenen und der eines Kindes; Schulbuch mit Aufschrift „Orbis pictus“ | Orange      | 146 × 69 mm | 1993        | Josef Tošovský | A                | 8. Februar 1993    | 31. Januar 2007   | Státní tiskárna cenin |
| 200 Kronen  | Johann Amos Comenius                                                | Berührung der Hand eines Erwachsenen und der eines Kindes; Schulbuch mit Aufschrift „Orbis pictus“ | Orange      | 146 × 69 mm | 1996        | Josef Tošovský | B                | 14. August 1996    | 30. Juni 2022     | Státní tiskárna cenin |
| 200 Kronen  | Johann Amos Comenius                                                | Berührung der Hand eines Erwachsenen und der eines Kindes; Schulbuch mit Aufschrift „Orbis pictus“ | Orange      | 146 × 69 mm | 1998        | Pavel Kysilka  | C, D, E, F, G    | 6. Januar 1999     | 30. Juni 2022     | Státní tiskárna cenin |
| 200 Kronen  | Johann Amos Comenius                                                | Berührung der Hand eines Erwachsenen und der eines Kindes; Schulbuch mit Aufschrift „Orbis pictus“ | Orange      | 146 × 69 mm | 2018        | Jiří Rusnok    | H                | 5. September 2018  |                   | Státní tiskárna cenin |
| 500 Kronen  | Božena Němcová                                                      | Kopf eines Weib (halb jung, halb alt); Kranz aus Blumen und Dornen                                 | Dunkelbraun | 152 × 69 mm | 1993        | Josef Tošovský | A                | 21. Juli 1993      | 31. Januar 2007   | De La Rue             |
| 500 Kronen  | Božena Němcová                                                      | Kopf eines Weib (halb jung, halb alt); Kranz aus Blumen und Dornen                                 | Dunkelbraun | 152 × 69 mm | 1995        | Josef Tošovský | B                | 27. Dezember 1995  | 30. Juni 2022     | Státní tiskárna cenin |
| 500 Kronen  | Božena Němcová                                                      | Kopf eines Weib (halb jung, halb alt); Kranz aus Blumen und Dornen                                 | Dunkelbraun | 152 × 69 mm | 1997        | Josef Tošovský | C, D             | 18. März 1998      | 30. Juni 2022     | Státní tiskárna cenin |
| 500 Kronen  | Božena Němcová                                                      | Kopf eines Weib (halb jung, halb alt); Kranz aus Blumen und Dornen                                 | Dunkelbraun | 152 × 69 mm | 2009        | Zdeněk Tůma    | E, F, G          | 1. April 2009      |                   | Státní tiskárna cenin |
| 1000 Kronen | František Palacký                                                   | Mährischer Adler; Schloss Kroměříž                                                                 | Lila        | 158 × 74 mm | 1993        | Josef Tošovský | A, B             | 12. Mai 1993       | 30. Juni 2001     | Státní tiskárna cenin |
| 1000 Kronen | František Palacký                                                   | Mährischer Adler; Schloss Kroměříž                                                                 | Lila        | 158 × 74 mm | 1996        | Josef Tošovský | C, D, E, F       | 6. Dezember 1996   | 30. Juni 2022     | Státní tiskárna cenin |
| 1000 Kronen | František Palacký                                                   | Mährischer Adler; Schloss Kroměříž                                                                 | Lila        | 158 × 74 mm | 2008        | Zdeněk Tůma    | G, H, I, J       | 1. April 2008      |                   | Státní tiskárna cenin |
| 2000 Kronen | Emmy Destinn                                                        | Initiale D; Kopf einer Muse; Geige und Violoncello                                                 | Dunkelgrün  | 164 × 74 mm | 1996        | Josef Tošovský | A                | 1. Oktober 1996    | 30. Juni 2022     | Státní tiskárna cenin |
| 2000 Kronen | Emmy Destinn                                                        | Initiale D; Kopf einer Muse; Geige und Violoncello                                                 | Dunkelgrün  | 164 × 74 mm | 1999        | Josef Tošovský | B                | 1. Dezember 1999   | 30. Juni 2022     | Státní tiskárna cenin |
| 2000 Kronen | Emmy Destinn                                                        | Initiale D; Kopf einer Muse; Geige und Violoncello                                                 | Dunkelgrün  | 164 × 74 mm | 2007        | Zdeněk Tůma    | C, D, E, F       | 2. Juli 2007       |                   | Státní tiskárna cenin |
| 5000 Kronen | Tomáš Garrigue Masaryk                                              | Historische Gebäude Prags                                                                          | Dunkelblau  | 170 × 74 mm | 1993        | Josef Tošovský | A                | 15. Dezember 1993  | 30. Juni 2001     | Státní tiskárna cenin |
| 5000 Kronen | Tomáš Garrigue Masaryk                                              | Historische Gebäude Prags                                                                          | Dunkelblau  | 170 × 74 mm | 1999        | Josef Tošovský | B                | 8. September 1999  |                   | Státní tiskárna cenin |
| 5000 Kronen | Tomáš Garrigue Masaryk                                              | Historische Gebäude Prags                                                                          | Dunkelblau  | 170 × 74 mm | 2009        | Zdeněk Tůma    | C                | 1. Dezember 2009   |                   | Státní tiskárna cenin |

| Nennwert    | Vorderseite | Rückseite | Motiv Vorderseite      | Motiv Rückseite | Format      | Farbe               | Erst- ausgabe                                                |
| ----------- | ----------- | --------- | ---------------------- | --- | ----------- | ------------------- | ------------------------------------------------------------ |
| 100 Kronen  |             |           | Karl IV.               | Initiale K aus der Gründungsurkunde der Universität; Siegel der Karls-Universität Prag | 140 × 69 mm | Grün, Rosa          | 2018                                                         |
| 200 Kronen  |             |           | Johann Amos Comenius   | Orbis sensualium pictus Schulbuch; die Hand eines Erwachsenen berührt die eines Kindes | 146 × 69 mm | Braun, Orange       | 2018                                                         |
| 500 Kronen  |             |           | Božena Němcová         | Kopf einer Frau (halb jung, halb alt) umgeben von einem Kranz aus Blumen und Dornen – symbolisiert die romantische Natur und das schwierige Leben der Schriftstellerin und ihrer literarischen Heldinnen | 152 × 69 mm | Braun, Rosa         | 2009                                                         |
| 1000 Kronen |             |           | František Palacký      | Mährischer Adler vor dem Schloss Kroměříž, in dem der konstituierende Reichstag 1848 das Kaiserreich Österreich in einen föderalistischen Staat umwandeln wollte                                         | 158 × 74 mm | Violett             | 2008                                                         |
| 2000 Kronen |             |           | Emmy Destinn           | Initiale D; Kopf einer Muse Euterpe; Geige und Violoncello | 164 × 74 mm | Grün                | 2007                                                         |
| 5000 Kronen |             |           | Tomáš Garrigue Masaryk | Gotische und barocke Gebäude in Prag, in der Mitte befindet sich der Veitsdom | 170 × 74 mm | Dunkelblau, Violett | 1999 (schmaler Silberstreifen) 2009 (breiter Silberstreifen) |

| Nennwert    | Vorderseite | Rückseite | Motiv Vorderseite        | Motiv Rückseite                                               | Format              | Farbe               | Ende der Gültigkeit |
| ----------- | ----------- | --------- | ------------------------ | ------------------------------------------------------------- | ------------------- | ------------------- | ------------------- |
| 20 Kronen   |             |           | Přemysl Otakar I.        | Krone, Sizilische Goldene Bulle                               | 128 × 64 mm         | Blau                | 31. August 2008     |
| 50 Kronen   |             |           | Heilige Agnes von Böhmen | A umgeben vom Gewölbe in der Salvatorkirche des Agnesklosters | 134 × 64 mm         | Rot                 | 31. März 2011       |
| 100 Kronen  |             |           | Siehe obige Tabelle      | Siehe obige Tabelle                                           | Siehe obige Tabelle | Siehe obige Tabelle | 30. Juni 2022       |
| 200 Kronen  |             |           | Siehe obige Tabelle      | Siehe obige Tabelle                                           | Siehe obige Tabelle | Siehe obige Tabelle | 30. Juni 2022       |
| 500 Kronen  |             |           | Siehe obige Tabelle      | Siehe obige Tabelle                                           | Siehe obige Tabelle | Siehe obige Tabelle | 30. Juni 2022       |
| 1000 Kronen |             |           | Siehe obige Tabelle      | Siehe obige Tabelle                                           | Siehe obige Tabelle | Siehe obige Tabelle | 30. Juni 2022       |
| 2000 Kronen |             |           | Siehe obige Tabelle      | Siehe obige Tabelle                                           | Siehe obige Tabelle | Siehe obige Tabelle | 30. Juni 2022       |

## Euroeinführung
Mit dem Beitritt zur Europäischen Union ist Tschechien die Verpflichtung eingegangen, den Euro zu übernehmen. Diese Verpflichtung ist jedoch an keinen zeitlichen Rahmen gebunden. Tschechien ist derzeit nicht Mitglied im „Eurowarteraum“ WKM II. Eine der Voraussetzungen für den Euro-Beitritt ist eine zweijährige Mitgliedschaft im WKM II.
Nach dem EU-Beitritt 2004 wollte Tschechien den Euro ursprünglich 2010 einführen. Bereits 2008 stand das Land einer baldigen Euroeinführung jedoch eher verhalten gegenüber, vor allem aus politischen Gründen. Durch starke Währungsschwankungen der Krone gegenüber dem Euro und die Einführung des Euro in der Slowakei 2009 erhöhte sich der Druck von Seiten der Wirtschaft auf die Regierung, einen konkreten Beitrittstermin anzustreben. 2013 wurde der Beitritt Tschechiens zur Eurozone frühestens für 2019 angesetzt, die Regierung strebte jedoch keine konkreten Schritte in diese Richtung an. 2014 erklärte Staatspräsident Miloš Zeman noch, er halte die Euro-Einführung in Tschechien bis 2017 für möglich.
2018 erklärte die Regierung, den Beitritt zur Eurozone auf unbestimmte Zeit zu verschieben, obwohl Tschechien sämtliche Kriterien, die Preis- und Zinsstabilität sowie die öffentlichen Finanzen betreffend erfüllt. Ministerpräsident Andrej Babiš lehnte während seiner Amtszeit eine baldige Einführung des Euro ab. Im Jahr 2018 sprach sich eine deutliche Mehrheit der Bevölkerung gegen die Gemeinschaftswährung aus.
Nachdem der Staatspräsident Petr Pavel in seiner Neujahrsansprache zum Jahr 2024 forderte, dass konkrete Schritte unternommen werden sollten um den Euro einzuführen, ernannte am 5. Februar 2024 der Minister für europäische Angelegenheiten Martin Dvořák in der Regierung Petr Fiala den Ökonomen Petr Zahradník zu seinem Bevollmächtigten für den Beitritt zum Wechselkursmechanismus II und für die Einführung des Euro. Dies führte zu Irritationen bei den Koalitionspartnern und die Ernennung wurde am nächsten Tag zurückgenommen aufgrund der bestehenden Uneinigkeit unter den Kabinettsmitgliedern.
Im Jahr 2024 erfüllte Tschechien einzig das Konvergenzkriterium der langfristigen Zinssätze, nicht aber Preisstabilität, Wechselkursstabilität und gesunde öffentliche Finanzen.
Im April 2025 erfüllte Tschechien nicht das Inflationskriterium. Die Regierung beschloss, keinen Termin für eine Währungseinführung festzulegen.